# Petit-Gentilly
Le Petit-Gentilly était la partie nord de la paroisse puis commune de Gentilly dont le centre autour de l'église Saint-Saturnin était nommé Grand-Gentilly. Ce territoire fut annexé par la Ville de Paris lors de son extension du mur des fermiers généraux à l'enceinte de Thiers en 1860 et constitue depuis cette date le quartier Maison-Blanche du 13e arrondissement de Paris. Le Petit-Gentilly était compris entre les parties nord des communes de Montrouge, le Petit-Montrouge, et d'Ivry (actuellement quartier de la Gare) également annexées.
On y accédait par le chemin dit "de la Glacière", qui devint la rue de la Glacière.

## Situation

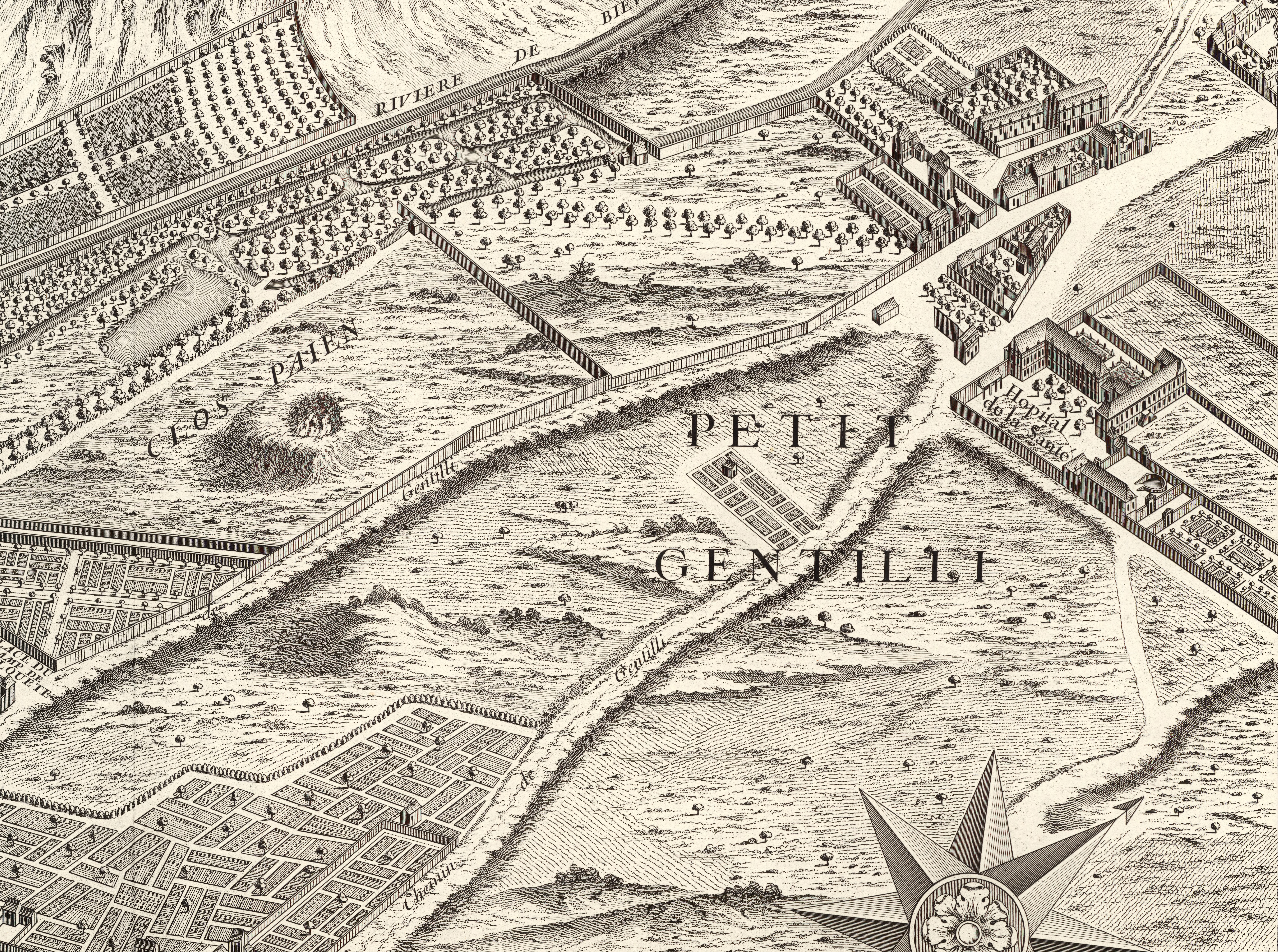
Le Petit Gentilly en 1739

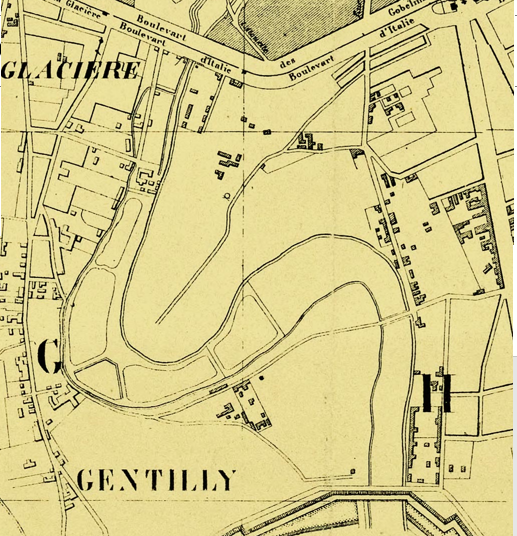
Le Petit Gentilly en 1858

Le Petit-Gentilly (ou « Gentilli ») comportait deux parties 
- La vallée de la Bièvre divisée en deux bras parallèles aux larges méandres, entourant des étangs et prairies inondables. Ce territoire ne comprenait en 1790 qu'une quinzaine de maisons  rue du Pot au Lait (actuellement rue Brillat-Savarin)  avec des lieux-dits  « La Fontaine aux Clercs», "la Fontaine à Mulard", un moulin à eau, le moulin des prés dont l'emplacement était situé au croisement de la rue homonyme avec la rue Henri Pape. En hiver, la rivière et ses étangs étaient un lieu de patinage. 0n y récoltait la glace entreposée dans des puits maçonnés et livrée l'été par des entrepreneurs glaciers. A la date de l'annexion, la vallée de la Bièvre reste encore peu urbanisée

- La Butte-aux-Cailles surmontée de moulins à vent, à peu près vide de constructions jusqu'au début XIXe siècle, fut le théâtre en 1783 du premier atterrissage d'un vol humain en montgolfière par Pilâtre de Rozier et le marquis d'Arlandes. L'urbanisation de la partie nord de cette colline s'amorce au cours de la période précédant l'annexion avec  la construction de quelques maisons basses rue du Moulin-des-Prés, rue de la Butte-aux-Cailles et rue Barrault.

Comme dans les autres villages proches de Paris où le vin ne supportant pas les taxes de l'octroi était meilleur marché, les cabarets, guinguettes, restaurants et marchands de vins étaient nombreux. Les parisiens y affluaient les dimanches et fêtes : « Mais, quand Vaugirard est plein, son peuple reflue au Petit-Gentilly, aux Porcherons et à la Courtille : on voit le lendemain, devant les boutiques des marchands de vin, les tonneaux vides et par douzaines ».
Louis-Sébastien Mercier écrit dans Les Tableaux de Paris en 1781: « D'ailleurs, à quel point précis bornera-t-on la circonférence de la capitale ? Le Gros-Caillou, Chaillot, la Nouvelle-France, la Courtille, le Petit-Gentilly, Vaugirard, etc. n'appartiennent-ils pas incontestablement à la grande ville, puisque les maisons se touchent, & qu'il n'y a plus d'interruption ? »

## Sciences naturelles
On y trouvait le Notoxe d'Helwig, Notoxus Helwigii, un petit coléoptère ressemblant à une fourmi.
Un peu au-dessus du hameau étaient exploitées des carrières de pierre qui furent étudiées par Georges Cuvier :
« Dans les deux carrières, au lieu-dit la Croix penchée, près du Petit-Gentilly, on trouve les premiers lits de calcaire marin coquillier, dès qu'on a traversé environ un mètre de terre meuble, mélangée de pierrailles calcaires et siliceuses. Les couches de marne qui précèdent ordinairement le calcaire coquillier ne se voient point ici. Il y a 15 à 17 mètres de masse ; mais les couches inférieures, composées de calcaire sablonneux et formant environ trois mètres, ne sont pas exploitées. C'est une règle qui n'a pas encore présenté de véritables exceptions »
Joseph Pitton de Tournefort, herborisant près de Bicêtre, y trouva le Sium arvensis .

## Industrie
Blanchisseries et teintureries abondaient au bord de la Bièvre. Guillaume-Antoine Olivier écrivit : « On trouve au Petit-Gentilly une manufacture de teinture de toiles de coton, tant des Indes qu’étrangères et nationales (...) La rivière de Bièvre sert à cette manufacture pour le lavage des toiles et les prairies qui sont sur les bords servent à les étendre pour les blanchir ».
En 1817, en plus de huit mégisseries, qui s'alimentaient en eau à Bicêtre, s'installe au bord de la Bièvre une blanchisserie d'étoffes hollandaise (M. Dolmann et M. Durup de Baleine) qui blanchissait 200 calicots par jour, et presque toute la population était occupée au blanchissage. Il y avait aussi un lavoir de laines et deux filatures, une fabrique de calicots de 14 ouvriers et une fabrique d'amadou de 15 ouvriers ; une d'acides minéraux et une fabrique de toiles peintes (Marc Costel et Cie) de 5 ouvriers ; et en 1826 deux tissages s'y installent aussi.

### Iconographie
- Au Petit-Gentilly,Moulins